# Oreocallis mucronata
Oreocallis mucronata är en tvåhjärtbladig växtart som först beskrevs av Carl Ludwig von Willdenow och Roem. & Schult., och fick sitt nu gällande namn av Herman Otto Sleumer. Oreocallis mucronata ingår i släktet Oreocallis och familjen Proteaceae. Inga underarter finns listade i Catalogue of Life.